# Primary Records
Primary Records is een Amerikaans platenlabel, dat muziek in verschillende genres uitbrengt, variërend van alternatieve rock tot experimentele jazz. Het werd in 2010 opgericht door Anthony LaMarca en Oren Kessler en is gevestigd in Brooklyn (New York).
Musici en bands die op Primary Records uitkwamen zijn:
- The Building
- Chives
- Claude Rosen
- Gym, Deer
- In One Wind
- Jonah Parzen-Johnson
- Killer BOB
- Land of Leland
- Names of War
- Pony of Good Tidings
- Sleepers Work
- Steven Lugerner
- Zongo Junction